# Hans Jürgen Kärcher

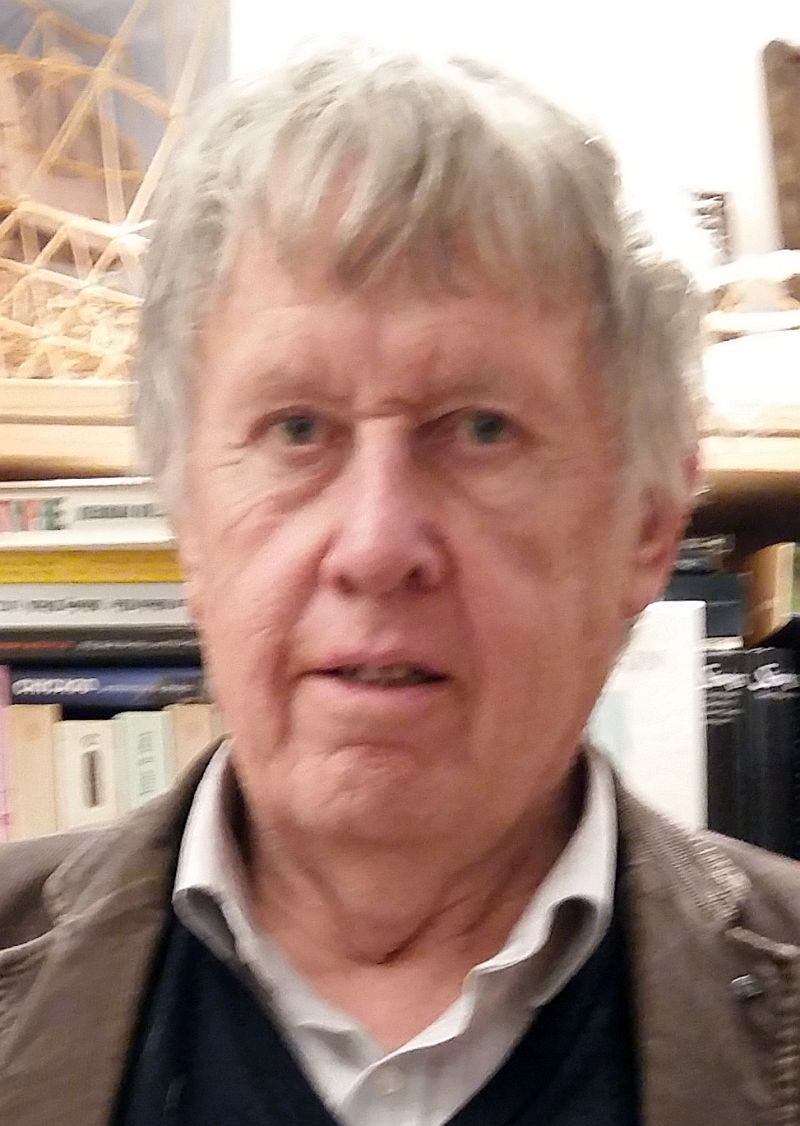
Hans Jürgen Kärcher

Hans Jürgen Kärcher (* 11. Mai 1941 in Offenbach am Main) ist deutscher Systemingenieur und bei Astronomen als führender Teleskopdesigner weltweit bekannt. Er selbst versteht sich als Zögling der Gustavsburger Schule des Stahlbaues.

## Leben
Geboren in Offenbach und aufgewachsen in Frankfurt-Fechenheim, studierte Kärcher an der TH Darmstadt zunächst Maschinenbau, wechselte dann unter dem Einfluss der Vorlesungen von Kurt Klöppel (1901–1985) zur damaligen Fakultät Mathematik/Physik mit Studienschwerpunkt Mathematik, Mechanik, Statik und Stahlbau, und ging dabei seinen Neigungen zur Verknüpfung von Ingenieurwissenschaften mit praktischer Mathematik nach. Eine Studienarbeit bei Klöppel/Uhlmann, die 1968 im „Stahlbau“ unter dem Titel „Eine Konvergenzverbesserung der näherungsweisen Traglastberechnung von Rahmen“ veröffentlicht wurde, war seine erste wissenschaftliche Veröffentlichung. Nach seinem Diplom 1968 befasste er sich als wissenschaftlicher Assistent am Lehrstuhl für Leichtbau bei Johannes Wissmann (1928–1999), in den frühen Zeiten der großen Batch-Computer, mit der Einführung der Finiten Elemente in die Ingenieurwissenschaften und wurde 1973 von der TH Darmstadt mit der Dissertation „Die Finit-Element-Methode auf kontinuumsmechanischer Grundlage mit einer Anwendung zweier hybrider Elementmodelle auf die Scheibenberechnung“ zum Dr.-Ing. promoviert. Die Ergebnisse seiner Dissertation publiziert er 1975 im „International Journal for Numerical Methods in Engineering“.
Von 1974 bis 1986 wirkte Hans J. Kärcher unter Winfried Schönbach (1931–2004) zunächst als Statiker, dann als Projektleiter und Systemingenieur beim MAN Werk Gustavsburg und beschäftigte sich hier zum ersten Mal mit Parabolantennen und Radioteleskopen. Das traditionsreiche Gustavsburger Stahlbauwerk wurde 1986 infolge des Einflusses der Globalisierung geschlossen, und die verbliebenen Produktgruppen – Nachrichtenantennen und Teleskope, Brückengeräte und Theaterbau – wurden MAN GHH (Gutehoffnungshütte) in Oberhausen Sterkrade, ab 1997 MAN Technologie AG und ab 2005 MT Aerospace in Augsburg zugeordnet, und Hans J. Kärcher übernahm den Engineeringbereich.

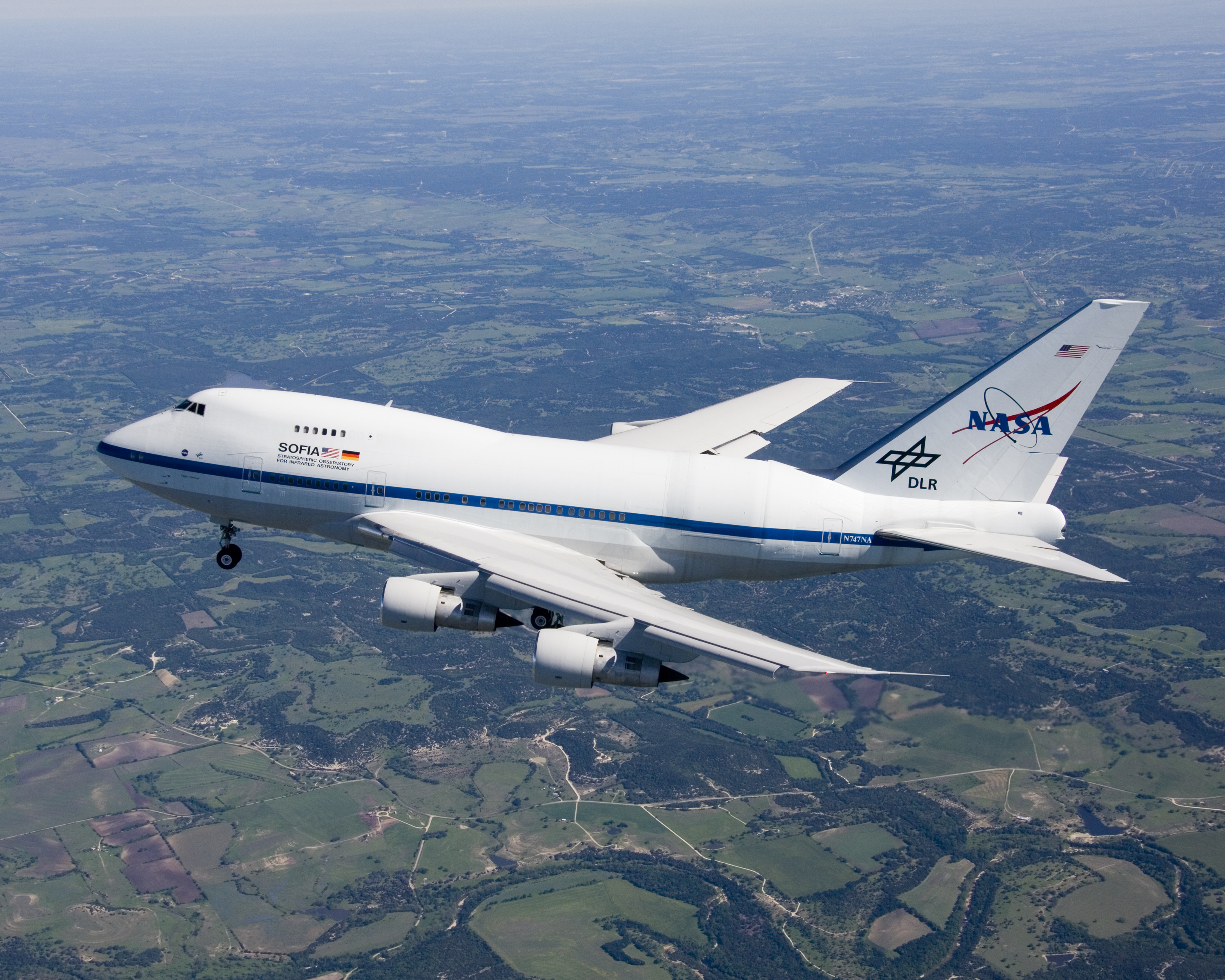
SOFIA-Erstflug am 26. April 2007

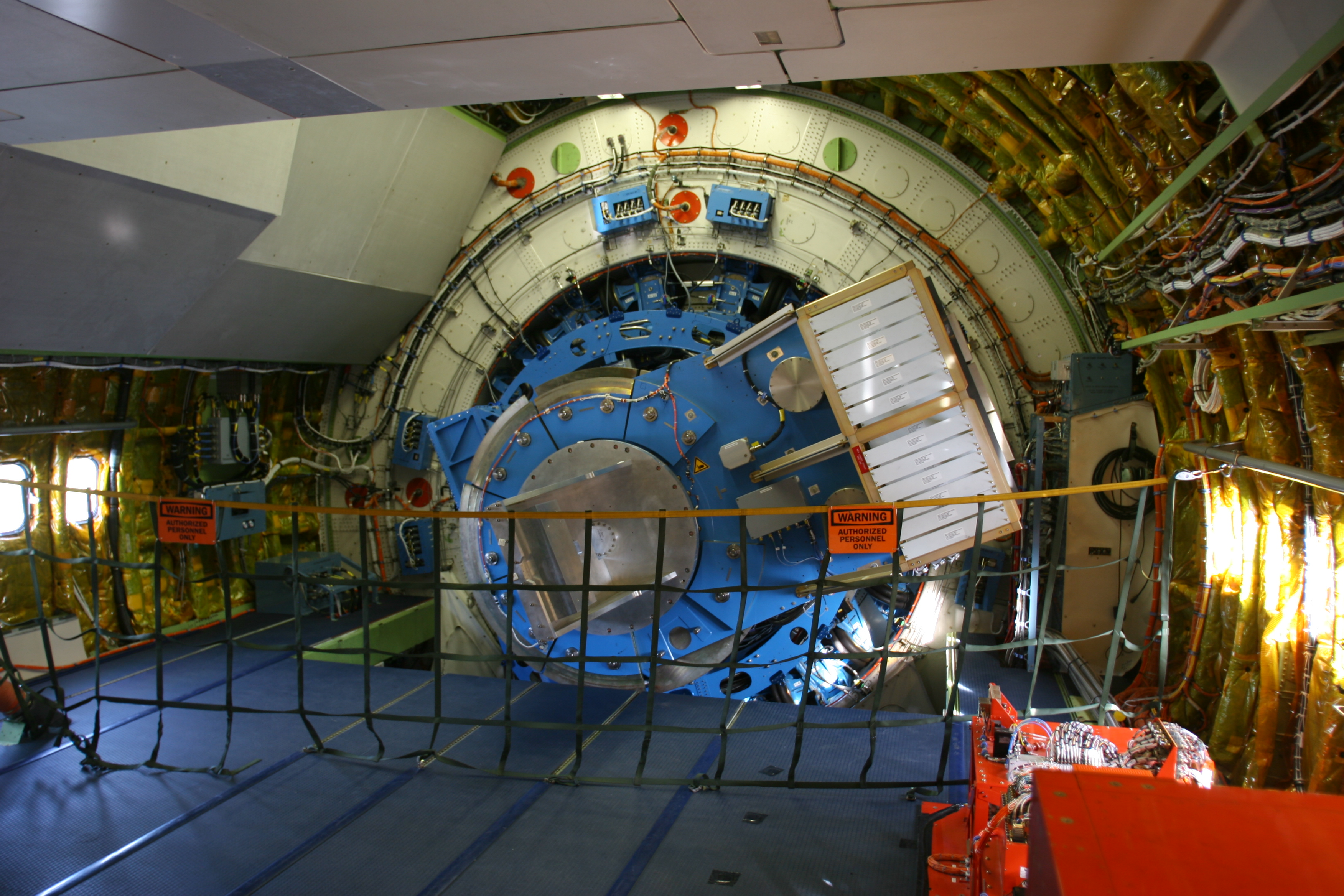
Das Teleskop im Rumpf des Flugzeugs

Zu den Glanzleistungen des Mainzer Teleskop-Teams gehört das 2006 fertiggestellte Große Millimeterwellen Radioteleskop LMT (Reflektordurchmesser 50 m) auf dem Cerro la Negra, einem 4600 m hohen Nebengipfel des Orizaba, dem mit 5636 m höchsten Berg Mexikos, über das Hans J. Kärcher 2003 und 2006 in „Stahlbau“ berichtete. Einen Überblick über Radioteleskope publizierte er im Stahlbau-Kalender 2004 und 2009 in der Septemberausgabe von „Steel Construction“.
Als Strukturmechanik vom Feinsten bezeichnete Kärcher die Montierung des 2,7-m-Teleskops des Stratosphären-Observatorium für Infrarot-Astronomie (SOFIA). Das von MT Mechatronics GmbH, einer 100%igen Tochterfirma der MT Aerospace, zusammen mit einem Konsortialpartner für das Deutsche Zentrum für Luft- und Raumfahrt (DLR) und die US-amerikanischen Raumfahrtbehörde NASA entwickelte Teleskop ist in eine modifizierte Boeing 747SP integriert und führte vom 30. November 2010 bis 30. September 2022 astronomische Beobachtungen im Infrarot und Submillimeter-Wellenlängenbereich weitgehend oberhalb der störenden irdischen Lufthülle durch; damit wird die Entwicklung von Galaxien sowie von Sternen und Sonnensystemen aus interstellaren Molekül- und Staubwolken erforscht. An diesem ehrgeizigen SOFIA-Vorhaben war Kärcher von Anbeginn maßgeblich beteiligt und publizierte darüber viele Aufsätze in den Proceedings von SPIE, der „International Society for Optics and Photonics“, dem internationalen Forum für Teleskop-Technologie.
Obwohl seit 2006 im Ruhestand, beteiligt sich Kärcher immer noch an der Planung und Entwicklung neuer Teleskop-Projekten. Eines davon ist das 2019 fertiggestellte Daniel K. Inouye Solar Telescope, das anfangs noch Advanced Technology Solar Telescope (ATST) genannt wurde. Er entwickelte zusammen mit den Kollegen von MT Mechatronics und einer US-amerikanischen Partnerfirma die Montierung.

## Werke
- Kärcher, H. J.: Die Stahlkonstruktion der EISCAT-VHF-Zylinderparabol-Antenne in Tromsö, Norwegen. In: Stahlbau 49 (1980), H. 9, S. 269–275.
- Kärcher, H. J.: Das große Millimeterwellen-Teleskop auf dem Cerro la Negra in Mexiko. In: Stahlbau 72 (2003), H. 11, S. 759–766.
- Kärcher, H. J.: Radioteleskope. In: Stahlbau-Kalender 2004, hrsgn. v. Ulrike Kuhlmann, S. 633–702. Berlin: Ernst & Sohn 2004.
- Kärcher, H. J.: Big Lift bei Millimeterwellen-Teleskop in Mexiko. In: Stahlbau 75 (2006), H. 3, S. 237–238.
- Kärcher, H. J.: Große Teleskope und der Brückenbau. In: Stahlbau 77 (2008), H. 8, S. 566–574.
- Kärcher, H. J.: Antennen und Teleskope. In: Von Ideen und Erfolgen. 40 Jahre MAN TECHNOLOGIE, hrsgn. v. Hans-Georg Hansen u. Horst Rauck. Dasing: Paartal-Verlag 2008, S. 321–328, ISBN 978-3-00-025030-9.
- Kärcher, H. J.: Telescope structures worldwide. Steel Construction – Design and Research 2 (2009), H. 3, pp. 149–160.
- Kärcher, H. J., Li, Hui, Nan, R.: Die Stahlkonstruktion des 500-m-Radioteleskops FAST. Stahlbau 85 (2016), H. 6, S. 375–379.
- Baars, J. M. M., Kärcher, H. J.: Radio Telescope Reflectors. Berlin: Springer-Verlag 2018, ISBN 978-3-319-65148-4.